# Commerce éthique
 (décembre 2022).
Le commerce éthique vise à favoriser et à développer de bonnes conditions de travail chez les producteurs. La notion d'éthique vient du grec et possède une connotation moins péjorative que le mot « morale ». Cette notion se réfère à une certaine idée du « bien ».

## Différence entre le commerce équitable et le commerce éthique
Le commerce équitable peut être considéré comme du commerce éthique ; ce qui n'est pas vrai dans l'autre sens. Le concept de commerce éthique est donc plus large que celui du commerce équitable. Le commerce équitable qui est un mouvement n'est qu'une expression parmi d'autres du commerce éthique.

### Application du commerce équitable
Le commerce équitable vise à apporter des améliorations sociales et environnementales dans le commerce international existant (à la différence du commerce éthique qui lui est un commerce parallèle), en faisant appliquer par exemple un code de conduite aux entreprises. Le commerce équitable concerne principalement des modes opératoires des entreprises présents dans le pays (codes de conduite, par exemple). Il vise à favoriser et à développer de bonnes conditions de travail chez les producteurs.
Le commerce équitable met l’accent sur la responsabilité sociale des entreprises, notamment des entreprises du Nord qui ont des relations commerciales importantes avec le Sud (fournisseurs, sous-traitants ou matières premières venant de ces pays). Par leur puissance économique, les grandes entreprises et les grands distributeurs ont le pouvoir d’influer sur les conditions sociales et environnementales dans les pays du Sud où ils opèrent. Il est généralement reconnu que le pouvoir de certaines entreprises multinationales dépasse celui de nombreux pays. Le commerce équitable vise à faire respecter des conditions sociales et environnementales minimales, basées sur les normes internationales reconnues, comme celles de l’Organisation Internationale du Travail pour ce qui est des droits des salariés (salaires minimaux, droits d’association, etc.), et à encourager le progrès social pour les travailleurs de ces entreprise.

### Application du commerce éthique
Le commerce éthique est un mouvement créé depuis le début des années 1960. Il connaît actuellement une accélération de ses ventes sur l’ensemble du marché Européen et Nord-Américain. Le commerce éthique est un commerce social qui vise à établir un rapport d'échanges satisfaisants pour tous et qui a pour principe d'aider des coopératives d'artisans dans les pays en développement à se développer de manière durable. Le commerce éthique se doit de respecter un certain nombre de règles (voir article connexe Commerce éthique) comme d'assurer une juste rémunération aux travailleurs, interdire le travail des enfants, garantir des conditions de travail et de vie saines et conformes aux valeurs plébiscitées par la déclaration des droits de l'homme, parmi lesquels :
- interdiction du travail des enfants,
- santé et sécurité au travail,
- interdiction du travail forcé (esclavage),
- non-discrimination entre hommes et femmes, entre personnes de races, de religions différentes,
- contrôle des heures de travail,
- liberté syndicale,
- etc.

### Commerce solidaire
L'association Handicap International définit le commerce solidaire de la façon suivante :« Échanges établis pour favoriser un groupe particulier de population défavorisée ou en difficulté. Il signifie aussi une pratique qui vise à réduire les iniquités au sein même des pays du Nord. On parle aussi de commerce de soutien aux organismes de solidarité. »